# Wulfila longipes
Wulfila longipes är en spindelart som först beskrevs av Bryant 1940.  Wulfila longipes ingår i släktet Wulfila och familjen spökspindlar.
Artens utbredningsområde är Kuba. Inga underarter finns listade i Catalogue of Life.